# Sinclairia adenotricha
Sinclairia adenotricha là một loài thực vật có hoa trong họ Cúc. Loài này được (Greenm.) Rydb. miêu tả khoa học đầu tiên năm 1927.